# يوبي سوفت شانغهاي
يوبي سوفت شنغهاي (بالإنجليزية: Ubisoft Shanghai)‏ هي شركة صينية متخصصة في ألعاب الفيديو ، تأسست عام 1996 ويقع مقرها في شانغهاي. تقوم الشركة بـ تطوير ألعاب الفيديو. من أشهر ألعابها فار كراي 3.

## من ألعابها
- توم كلانسي إند وار
- توم كلانسي سبلينتر سيل: دبل ايجنت

## وصلات خارجية
- الموقع الإلكتروني